# Tillandsia caulescens
Tillandsia caulescens es una especie de planta epífita dentro del género  Tillandsia, perteneciente a la  familia de las bromeliáceas.  Es originaria de Bolivia.

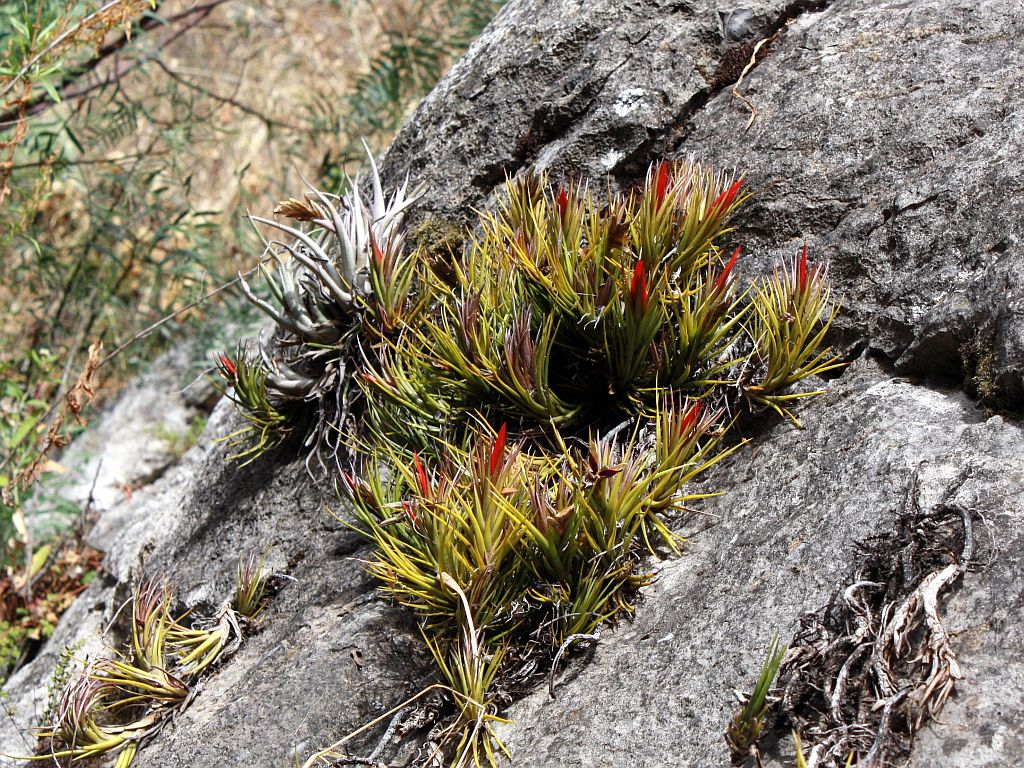
En su hábitat

## Cultivar
- Tillandsia 'Pink Surprise'

## Taxonomía
Tillandsia caulescens fue descrita por  Brongn. ex Baker y publicado en Handbook of the Bromeliaceae 168. 1889.
Etimología
Tillandsia: nombre genérico que fue nombrado por Carlos Linneo en 1738 en honor al médico y botánico finlandés Dr. Elias Tillandz (originalmente Tillander) (1640-1693).
caulescens: epíteto latíno que significa "que llegará a ser tallo"